# Charles Ng
Charles Chi-Tat Ng (en xinès tradicional, 吳志 達; en xinès simplificat, 吴志 达; pinyin, Wú Zhìdá, nascut el 24 de desembre de 1960 a Hong Kong) és un assassí en sèrie d'origen hongkonguès que va actuar als Estats Units entre 1984 i 1985. Les autoritats creuen que Ng i el seu còmplice Leonard Lake van assassinar un mínim de 11 víctimes en la cabana que Lake posseïa al Comtat de Calaveras, Califòrnia fins que Lake va ser arrestat i es va veure obligat a suïcidar-se ingerint cianur.
Ng va ser acusat de dotze càrrecs d'assassinat en primer grau. Després d'un canvi de seu al Comtat d'Orange, va iniciar una sèrie perllongada de moviments previs al judici. Ell va demandar a l'estat per la seva detenció temporal a la presó de Folsom, on va ser atrapat amagant mapes, identificacions falses i altres elements d'escapament, i va presentar una demanda contra quatre dels jutges assignats al seu cas. Va presentar una llarga sèrie de queixes sobre la força de les seves ulleres, la temperatura del seu menjar i el seu dret a practicar origami a la seva cel·la de la presó. Ng va passar per un total de 10 advocats, alguns dels quals van acabar defensant per segona vegada. També va presentar una negligenciademanda contra diversos dels advocats, citant representació incompetent.